# Пеннингтон (округ, Южная Дакота)
Округ Пеннингтон (англ. Pennington County) располагается в штате Южная Дакота, США. Официально образован в 1875 году. По состоянию на 2010 год, численность населения составляла 100 948 человек.

## География
По данным Бюро переписи США, общая площадь округа равняется 7211 км2, из которых 7190 км2 суша и 21 км2 или 0,29 % это водоёмы.

## Население
По данным переписи населения 2000 года в округе проживает 88 565 жителей в составе 34 641 домашних хозяйств и 23 278 семей. Плотность населения составляет 12,00 человек на км2. На территории округа насчитывается 37 249 жилых строений, при плотности застройки около 5,00-ти строений на км2. Расовый состав населения: белые — 86,70 %, афроамериканцы — 0,85 %, коренные американцы (индейцы) — 8,09 %, азиаты — 0,88 %, гавайцы — 0,06 %, представители других рас — 0,68 %, представители двух или более рас — 2,74 %. Испаноязычные составляли 2,64 % населения независимо от расы.
В составе 33,50 % из общего числа домашних хозяйств проживают дети в возрасте до 18 лет, 51,30 % домашних хозяйств представляют собой супружеские пары проживающие вместе, 11,70 % домашних хозяйств представляют собой одиноких женщин без супруга, 32,80 % домашних хозяйств не имеют отношения к семьям, 26,10 % домашних хозяйств состоят из одного человека, 8,40 % домашних хозяйств состоят из престарелых (65 лет и старше), проживающих в одиночестве. Средний размер домашнего хозяйства составляет 2,49 человека, и средний размер семьи 3,00 человека.
Возрастной состав округа: 26,60 % моложе 18 лет, 10,50 % от 18 до 24, 29,20 % от 25 до 44, 21,90 % от 45 до 64 и 21,90 % от 65 и старше. Средний возраст жителя округа 35 лет. На каждые 100 женщин приходится 98,30 мужчин. На каждые 100 женщин старше 18 лет приходится 95,70 мужчин.
Средний доход на домохозяйство в округе составлял 37 485 USD, на семью — 44 796 USD. Среднестатистический заработок мужчины был 30 608 USD против 21 540 USD для женщины. Доход на душу населения составлял 18 938 USD. Около 8,60 % семей и 11,50 % общего населения находились ниже черты бедности, в том числе — 15,60 % молодежи (тех, кому ещё не исполнилось 18 лет) и 6,50 % тех, кому было уже больше 65 лет.